# Kim Rhode
Pour les articles homonymes, voir Rhode.
Kimberly Susan Rhode, connue sous le nom de Kim Rhode, née le 16 juillet 1979 à Whittier (Californie), est une tireuse sportive américaine. En 2012, elle faillit ne pas participer aux Jeux olympiques.
Représentant les États-Unis aux Jeux olympiques d'été de 2012 à Londres, elle remporte la médaille d'or en skeet avec un record historique de 99 tirs sur 100, devenant le premier sportif américain à être médaillé au cours de cinq Jeux olympiques consécutifs. Elle est à nouveau médaillée lors des jeux olympiques suivants, asseyant son record.

## Palmarès
- Jeux olympiques[3]
  -  Médaille d'or en double trap en 1996 à Atlanta
  -  Médaille de bronze en double trap en 2000 à Sydney
  -  Médaille d'or en double trap en 2004 à Athènes
  -  Médaille d'argent en skeet en 2008 à Pékin
  -  Médaille d'or en skeet en 2012 à Londres
  -  Médaille de bronze en skeet en 2016 à Rio de Janeiro

- Championnats du monde de tir
  -  Médaille d'or en skeet en 2010 à Munich[4].
  -  Médaille de bronze en skeet en 2011 à Belgrade

## Vie privée
Elle est mère d'un fils, Carter, né en 2013. Membre à vie de National Rifle Association of America et anti-avortement, elle soutient Donald Trump lors de l'élection présidentielle de 2016.